# 우카시촌
우카시촌(宇賀志村)은 나라현의 북서부 우다군에 속해있던 촌이다. 현재는 우다시의 일부이다. 

## 역사
- 1889년 4월 1일 - 정촌제 시행에 의해 우카시촌이 성립하였다.
- 1956년 8월 1일 - 우타정과 합병해 우타노정이 성립하여, 동일 우카시촌은 폐지되었다.